# Corydoras caramater
Corydoras caramater — вид сомоподібних риб з роду коридорас підродини Corydoradinae родини панцирних сомів. Описаний у 2024 році.

## Назва
Видовий епітет caramater утворений з'єднанням двох слів, що походять від латинського cara, що означає «дорогий, коханий», і mater, що означає «мати». Це данина пам'яті цим сильним жінкам, які наполегливо працюють і несуть відповідальність, часто самотні, за ніжне виховання своїх дітей. Видову назву автори таксона присвятили своїм матерям.

## Поширення
Ендемік Бразилії. Поширений у басейні річок Шінгу і Тапажос.